# Arpad Emrick Elo
Arpad Emrick Elo, nato Árpád Imre Élő (Egyházaskesző, 25 agosto 1903 – Brookfield, 5 novembre 1992), è stato un fisico e scacchista ungherese naturalizzato statunitense. A lui si deve l'ideazione del sistema Elo usato per le classifiche di rendimento dei giocatori di scacchi.

## Biografia
Nato in Ungheria nel 1903, si trasferì negli Stati Uniti con la famiglia nel 1913.
Divenne professore di fisica alla Marquette University di Milwaukee. Fu anche maestro di scacchi e vinse per otto volte il campionato dello stato del Wisconsin.
Nel 1960, su incarico della federazione scacchistica statunitense (USCF), sviluppò il metodo, che porta il suo nome, per il calcolo delle classifiche di rendimento dei giocatori di scacchi. Tale metodo fu immediatamente adottato dalla USCF e, dal 1970, anche dalla FIDE. 
Elo morì a Brookfield (Wisconsin) nel 1992, all'età di 89 anni.

## Opere
- The Rating of Chessplayers, Past and Present (1978). ISBN 0-668-04721-6